# Andreas Schifferer
Andreas Schifferer (ur. 3 sierpnia 1974 w Radstadt) – austriacki narciarz alpejski, brązowy medalista igrzysk olimpijskich oraz mistrzostw świata.

## Kariera
Po raz pierwszy na arenie międzynarodowej Andreas Schifferer pojawił się w 1993 roku, kiedy wystąpił na mistrzostwach świata juniorów w Montecampione. Zajął tam piąte miejsce w zjeździe oraz dziewiąte w supergigancie. W zawodach Pucharu Świata zadebiutował 17 grudnia 1994 roku w Val d’Isère, gdzie zajął 50. miejsce w zjeździe. Pierwsze pucharowe punkty wywalczył blisko trzy miesiące później, 4 lutego 1995 roku w Adelboden, zajmując 25. miejsce w tej samej konkurencji. W sezonie 1994/1995 punktował jeszcze trzykrotnie, zajmując ostatecznie 128. miejsce w klasyfikacji generalnej. Wkrótce wywalczył pierwsze podium w zawodach tego cyklu, 29 grudnia 1995 roku w Bormio zajmując drugie miejsce w zjeździe. W zawodach tych rozdzielił na podium Lasse Kjusa z Norwegii oraz Kanadyjczyka Eda Podivinsky'ego. Łącznie 28. razy stawał na podium, odnosząc przy tym osiem zwycięstw: 13 marca 1997 roku w Vail wygrał supergiganta, a 5 grudnia 1997 roku w Beaver Creek, 30 grudnia 1997 roku w Bormio, 17 stycznia 1998 roku w Wengen, 31 stycznia 1998 roku w Garmisch-Partenkirchen, 5 i 6 marca 1999 roku w Kvitfjell oraz 18 grudnia 1999 roku w Val Gardena był najlepszy w zjeździe. Ostatnie pucharowe podium wywalczył 6 grudnia 2003 roku w Beaver Creek, gdzie był trzeci w zjeździe. Najlepsze wyniki osiągnął w sezonie 1997/1998, kiedy zajął drugie miejsce w klasyfikacji generalnej, przegrywając tylko ze swym rodakiem, Hermannem Maierem. W tym samym sezonie zdobył także jedyną w karierze Małą Kryształową Kulę, za zwycięstwo w klasyfikacji zjazdu. Był ponadto szósty w klasyfikacji generalnej i trzeci w supergigancie w sezonach 1996/1997 i 1998/1999. W sezonie 1998/1999 był także drugi w klasyfikacji zjazdu, ulegając tylko Lasse Kjusowi.
W 1997 roku wystartował na mistrzostwach świata w Sestriere, gdzie zdobył brązowy medal w gigancie. W zawodach tych wyprzedzili go tylko Michael von Grünigen ze Szwajcarii oraz Lasse Kjus. Cztery dni wcześniej zajął także piąte miejsce w biegu zjazdowym. Były to jego jedyne starty na imprezach tego cyklu. Rok później wystąpił na igrzyskach olimpijskich w Nagano, gdzie w zjeździe był siódmy, a rywalizację w supergigancie ukończył na siedemnastej pozycji. Brał również udział w igrzyskach olimpijskich w Salt Lake City w 2002 roku, zdobywając brązowy medal w supergigancie. W zawodach tych lepsi okazali się jedynie Norweg Kjetil André Aamodt oraz kolejny Austriak, Stephan Eberharter. Schifferer dziewięciokrotnie zdobywał mistrzostwo Austrii: w supergigancie w latach 1994, 1997, 1998, 2000 i 2002, zjeździe w latach 1999 i 2002, kombinacji w 1994 roku i gigancie w 2004 roku. W marcu 2006 roku zakończył karierę.
W 1998 roku otrzymał Odznakę Honorową za Zasługi dla Republiki Austrii.

## Osiągnięcia

### Igrzyska olimpijskie
| Miejsce | Dzień     | Rok  | Miejscowość    | Konkurencja | Czas biegu | Strata | Zwycięzca           |
| ------- | --------- | ---- | -------------- | ----------- | ---------- | ------ | ------------------- |
| 7.      | 13 lutego | 1998 | Nagano         | Zjazd       | 1:50,11    | +0,66  | Jean-Luc Crétier    |
| 19.     | 16 lutego | 1998 | Nagano         | Supergigant | 1:34,82    | +2,18  | Hermann Maier       |
| 3.      | 16 lutego | 2002 | Salt Lake City | Supergigant | 1:21,58    | +0,25  | Kjetil André Aamodt |

### Mistrzostwa świata
| Miejsce | Dzień     | Rok  | Miejscowość | Konkurencja | Czas biegu | Strata | Zwycięzca            |
| ------- | --------- | ---- | ----------- | ----------- | ---------- | ------ | -------------------- |
| 5.      | 8 lutego  | 1997 | Sestriere   | Zjazd       | 1:51,11    | +0,78  | Bruno Kernen         |
| 3.      | 12 lutego | 1997 | Sestriere   | Gigant      | 2:48,23    | +1,45  | Michael von Grünigen |

### Mistrzostwa świata juniorów
| Miejsce | Dzień   | Rok  | Miejscowość   | Konkurencja | Czas biegu | Strata | Zwycięzca          |
| ------- | ------- | ---- | ------------- | ----------- | ---------- | ------ | ------------------ |
| 9.      | 2 marca | 1993 | Montecampione | Supergigant | 1:38,79    | +1,59  | Massimiliano Iezza |
| 5.      | 4 marca | 1993 | Montecampione | Zjazd       | 1:28,27    | +1,02  | Gaëtan Llorach     |

### Puchar Świata

#### Miejsca w klasyfikacji generalnej
- sezon 1994/1995: 128.
- sezon 1995/1996: 57.
- sezon 1996/1997: 6.
- sezon 1997/1998: 2.
- sezon 1998/1999: 6.
- sezon 1999/2000: 5.
- sezon 2000/2001: 18.
- sezon 2001/2002: 18.
- sezon 2002/2003: 12.
- sezon 2003/2004: 12.
- sezon 2004/2005: 35.
- sezon 2005/2006: 37.

#### Zwycięstwa w zawodach
1. Vail – 13 marca 1997 (supergigant)
2. Beaver Creek – 5 grudnia 1997 (zjazd)
3. Bormio – 30 grudnia 1997 (zjazd)
4. Wengen – 17 stycznia 1998 (zjazd)
5. Garmisch-Partenkirchen – 31 stycznia 1998 (zjazd)
6. Kvitfjell – 5 marca 1999 (zjazd)
7. Kvitfjell – 6 marca 1999 (zjazd)
8. Val Gardena – 18 grudnia 1999 (zjazd)

#### Pozostałe miejsca na podium
1. Bormio – 29 grudnia 1995 (zjazd) – 2. miejsce
2. Adelboden – 14 stycznia 1997 (gigant) – 3. miejsce
3. Kvitfjell – 2 marca 1997 (supergigant) – 2. miejsce
4. Shiga Kōgen – 8 marca 1997 (gigant) – 2. miejsce
5. Vail – 15 marca 1997 (gigant) – 3. miejsce
6. Bormio – 29 grudnia 1997 (zjazd) – 2. miejsce
7. Schladming – 11 stycznia 1998 (supergigant) – 2. miejsce
8. Wengen – 16 stycznia 1998 (zjazd) – 3. miejsce
9. Alta Badia – 20 grudnia 1998 (gigant) – 3. miejsce
10. Kvitfjell – 7 marca 1999 (supergigant) – 3. miejsce
11. Sierra Nevada – 11 marca 1999 (supergigant) – 2. miejsce
12. Vail – 24 listopada 1999 (gigant) – 3. miejsce
13. Kvitfjell – 5 marca 2000 (supergigant) – 3. miejsce
14. Bormio – 16 marca 2000 (supergigant) – 3. miejsce
15. Lake Louise – 26 listopada 2000 (supergigant) – 3. miejsce
16. Val d’Isère – 10 grudnia 2000 (gigant) – 3. miejsce
17. Garmisch-Partenkirchen – 27 stycznia 2002 (supergigant) – 3. miejsce
18. Val d’Isère – 14 grudnia 2002 (zjazd) – 3. miejsce
19. Park City – 22 listopada 2003 (gigant) – 2. miejsce
20. Beaver Creek – 6 grudnia 2003 (zjazd) – 3. miejsce